# 温家宝被扔鞋事件
温家宝被扔鞋事件是2009年2月2日时任中国国务院总理温家宝在英国伦敦剑桥大学被该校德国籍男研究生马丁·杨克扔鞋的事件。当时温家宝正在“瑞德讲坛”发表题为“用发展的眼光看中国”的演讲，鞋子被扔到距离讲台约一米远的地方，未击中温家宝。之后马丁·杨克被安保人员带离现场，温家宝则表现冷静，继续完成演讲。中国政府后来向英国当局施压以对马丁·杨克提出控告，在剑桥的法庭上马丁·杨克被判决无罪，并当庭获释。

## 经过

### 遭遇扔鞋
2009年2月2日，时任中国国务院总理温家宝在英国与英国首相戈登·布朗谈论关于经济和中英两国经济贸易关系，当天温家宝在剑桥大学「瑞德讲坛」发表题为「用发展的眼光看中国」的演讲时，遭到剑桥大学病理学研究生德国籍男子马丁·杨克吹哨子打断，随后大声喊道：“大学怎么可以自我堕落到让这种独裁者站在这里？你们怎么会听他说的一堆谎言？”然后脱下自己的鞋子向温家宝丢掷，并呼吁在场的听众站起来抗议，鞋子被扔到距离讲台约一米远的地方。见此场景，正在现场直播温家宝演讲的中国中央电视台立即中断了中文国际频道的直播，而新闻频道和综合频道并未中断直播，男子被安保人员带离现场，温家宝中断讲话约半分钟后说：“老师们，同学们，这种卑鄙的伎俩，阻挡不了中英两国人民的友谊。”会场上随即响起持久而热烈的掌声。画面显示，在场观众有很多中国人。30秒后，温家宝示意停止。继续说，“人类的进步，世界的和谐，是历史的潮流，是任何力量阻挡不了的”。会场上又响起15秒的掌声。随后，温家宝继续演讲。

### 扔鞋男子被判无罪
虽然温家宝本人和中国政府在事件发生之后，公开表示希望马丁·杨克的学业不受此事影响，但中国外交官在私底下向剑桥大学、英国警方以及检控当局施压以对杨克提出控告，被指控的罪名是“暴力威胁”温家宝的人身安全，这件案子经过3次开庭审理，在第3次开庭的第2天审讯后，剑桥裁判处法官谢拉顿表示，没有足够证据证明27岁的马丁·杨克引起骚乱和焦虑，因此将他判决无罪并当庭释放。马丁·杨克在宣判后表示欣慰，并感谢他的支持者。剑桥大学发言人说杨克的学业不会受到此案影响。
法官在宣判中提出3点陈述：
- 第一，马丁·杨克有袭击演讲者的意图；
- 第二，马丁·杨克的行为造成的恐慌骚扰效果，不足以构成犯罪；
- 第三，宣判结果不代表法庭宽恕马丁·杨克的行为，警告马丁·杨克今后不得再有类似的行为。[2]

扔鞋事件时隔一年后，温家宝忆他的母亲杨秀兰就是在那天看电视而出现脑溢血，“母亲因病双目几近失明”。

## 各界反应

### 当事方
温家宝反应平静，他向鞋子被扔的讲台一侧冷眼一看，继续进行演讲，他把扔鞋子一事称为可耻的行为，并且表示，中英关系不会因此受到影响。马丁·杨克事后法庭辩护时说他扔鞋的时候，并没有想要伤害到温家宝本人，只是想对中華人民共和國政府、对中华人民共和国人权受侵害的现象提出象征性的抗议。媒体报道称马丁·杨克后来向温家宝道歉，而温家宝也公开表示，希望的马丁·杨克学业不受这件事影响。

### 中国
- 中国外交部发言人称“这种卑鄙的行径是不得人心的，也阻挡不了中英两国友好合作关系的发展潮流”。中国外交部发言人还说，中方对这个事件表示强烈的不满，英方已经深表歉意，并且承诺依法处理。
- 中央电视台：温家宝遭男子扔鞋后，中国官方电视台中央电视台中断现场直播，但在隔天晚间的新闻联播中罕见播放了温家宝被人扔鞋的画面。海外媒体说，中央电视台打破了中国官方媒体不报导本国领导人被抗议的惯例。[8]
- 中国互联网：中国新闻检查人员把目光转向互联网，很多网民在互联网上对这个事件发表的不同看法被封杀。美联社报导说，很多中国网民在互联网上以及一些互联网论坛上对这个事件发表的看法和跟贴被删除，而留下的只有那些爱国主义和民族主义情调的言论。[8]
- 环球时报：《环球时报》于2009年2月4号引述英国广播公司BBC的报导时，除添加一些BBC没有使用的感情色彩鲜明的词语外，还说温家宝的“沉着应对赢得了剑桥师生长时间的掌声”，但是这句话并没有出现在BBC的报导中。[9]